# قائمة ضربات الطائرات بدون طيار في أفغانستان
منذ يناير 2001، نفذت حكومة الولايات المتحدة عدة ضربات بطائرات بدون طيار في أفغانستان. بدأت هذه الضربات أثناء إدارة الرئيس الأمريكي جورج دبليو بوش. خلال رئاسة دونالد ترامب، تشير التقديرات إلى تضاعف ضربات الطائرات بدون طيار بوتيرة تتراوح بين أربع وخمس مرات مقارنة بالرئاسة السابقة لباراك أوباما. في عام 2016، أمر أوباما وكالة المخابرات المركزية بنشر قتلى غارات مدنية بدون طيار خارج مناطق الحرب النشطة، وهو الأمر الذي ألغاه ترامب في عام 2019.
بحلول عام 2021، كان هناك ما لا يقل عن 13074 غارة جوية نفذتها حكومة الولايات المتحدة، مما أسفر عن مقتل 4138 شخصًا على الأقل، من بينهم 310 مدنيًا و 73 طفلاً. إلى جانب الحكومة الأمريكية، نفذت القوات الجوية الأفغانية أيضًا ضربات جوية في أفغانستان. منذ 1 يونيو 2016، نفذت القوات الجوية الأفغانية ما لا يقل عن 41 عملية قادرة على الضربات.

### 2001-2010

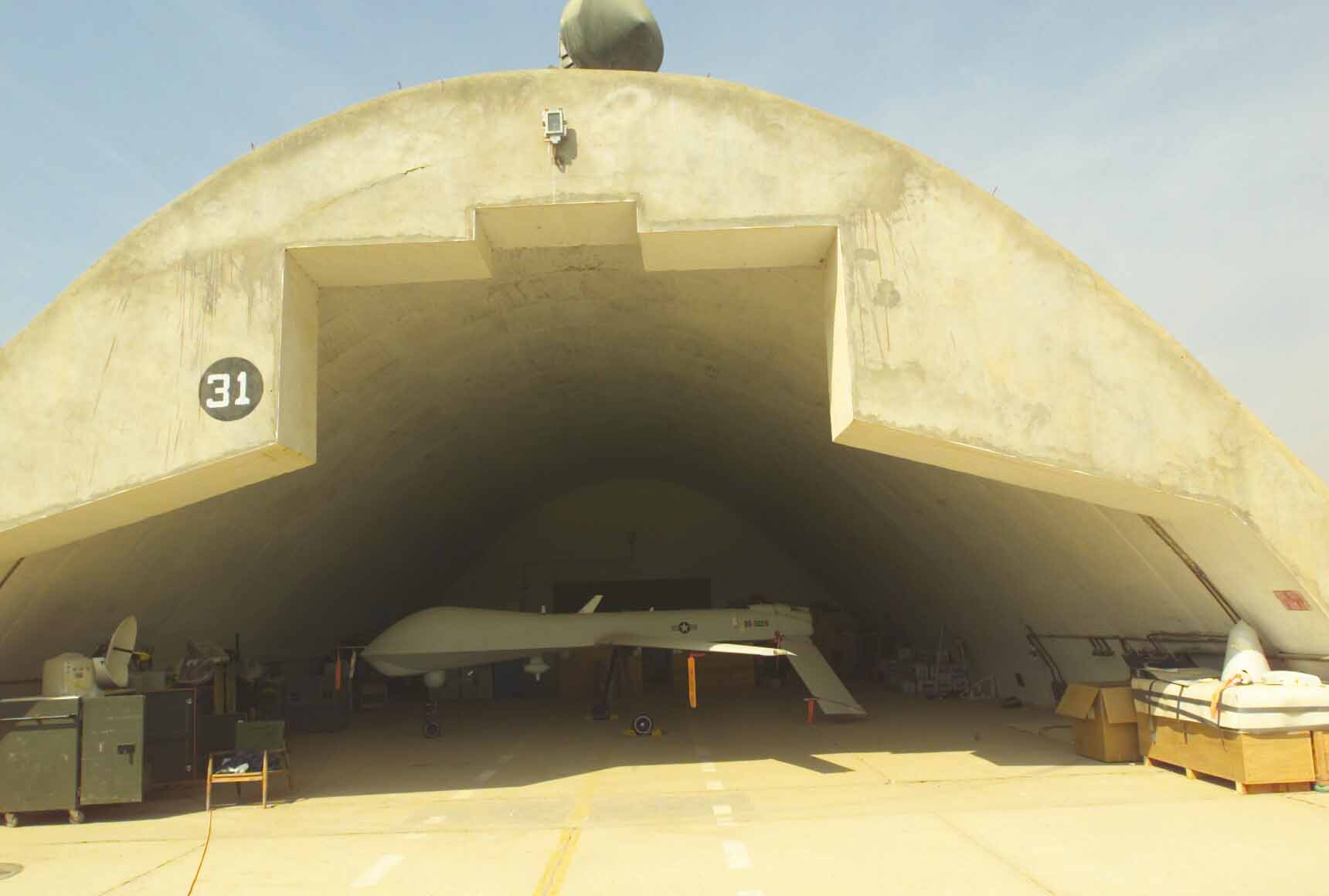
طائرة بدون طيار من طراز RQ-1L Predator من مجموعة العمليات السابعة والخمسين في FOB في أفغانستان، 14 فبراير 2002

## الجدول الزمني

### 2015
- 1 يناير 2015: مقتل شخص مجهول في غارة جوية أمريكية بطائرة بدون طيار على منطقة سبرا في مقاطعة خوست.[10]
- 3 يناير / كانون الثاني 2015: قتل 25 شخصًا في غارتين منفصلتين بطائرات بدون طيار، أحدهما في منطقة جايان بمقاطعة باكتيكا، مما أسفر عن مقتل ثمانية عشر شخصًا والآخر في مقاطعة سبيرا بمقاطعة خوست مما أسفر عن مقتل سبعة.[11]
- 7 يناير 2015: أنباء عن مقتل ثلاثة أشخاص في الجزء الشرقي من مقاطعة لوغار.[10]
- 8 يناير 2015: مقتل ستة أشخاص وإصابة ثلاثة في غارة جوية أمريكية على منطقة شيكاناور، منطقة لال بورا، مقاطعة ننكرهار.[10]
- 11 كانون الثاني / يناير 2015: ثمانية قتلى وثلاثة جرحى في منطقة شيكاناور بمنطقة لال بورا بمقاطعة ننكرهار.[10]
- 16 يناير 2015: مقتل ثلاثة في منطقة نازيان بإقليم ننجرهار.[10]
- 17 يناير 2015: مقتل أو إصابة شخص مجهول في منطقة لال بورا بمقاطعة ننجرهار.[10]
- 19 كانون الثاني (يناير) 2015: مقتل أو إصابة شخص مجهول في منطقة خوجياني بإقليم ننجرهار.[10]
- 29 يناير 2015: مقتل أربعة في منطقة نازيان بإقليم ننجرهار.[12]

### 2016
- 2 يناير 2016: قتل خمسة مقاتلين سابقين في حركة طالبان الباكستانية تعهدوا بالتحالف مع داعش، بما في ذلك القائد السابق لحركة طالبان الباكستانية في منطقة باجور القبلية في باكستان، أبو بكر، بضربة أمريكية بطائرة بدون طيار، مما أدى إلى إصابة اثنين من المسلحين في منطقة شلتان دارا. وتقع في منطقة شجال، وتقع في محافظة كونار.[13]
- 5 يناير 2016: جندي من القوات الخاصة الأمريكية، الرقيب. قُتل ماثيو مكلينتوك خلال معركة بالأسلحة النارية استمرت لساعات على يد مسلحي طالبان، كما أصيب جنديان آخران في منطقة مرجة الواقعة في ولاية هلمند، مما جعله أول ضحية أمريكية في عام 2016.[14][15]
- 6 يناير / كانون الثاني 2016: أدت 12 ضربة جوية أو بطائرة مسيرة أمريكية إلى مقتل عدد غير معروف من الأشخاص في منطقة ماجه الواقعة في ولاية هلمند.[16]
- 8 كانون الثاني / يناير 2016: أصابت ضربات القوات الجوية الأفغانية وقتلت 23 من مقاتلي داعش في مقاطعتي أتشين وكوت، الواقعتين في مقاطعة ننكرهار.[17]
- 8 يناير 2016: قتلت غارة جوية أمريكية أو بطائرة بدون طيار 17-20 من مقاتلي داعش، بما في ذلك أربعة من كبار القادة، الذين كانوا يعدمون سبعة رجال (ستة من مقاتلي طالبان وجندي واحد من الجيش الوطني الأفغاني) في ذلك الوقت، مع عدد كبير من المدنيين أجبروا على ذلك شاهد في قرية مكتب الواقعة في منطقة بيخا الواقعة في منطقة أتشين الواقعة في إقليم ننجرهار. وأصيب مدنيان واحتمال سقوط قتلى من المدنيين.[18][19][20][21]
- 8 يناير 2016: قتلت غارة جوية أمريكية أو بطائرة مسيرة عددًا غير معروف من الأشخاص «للقضاء على التهديدات الموجهة للقوة» في منطقة خاركيز الواقعة في إقليم قندهار.[22]
- 8 يناير / كانون الثاني 2016: قتلت غارة جوية أمريكية أو بطائرة مسيرة عددًا غير معروف من الأشخاص «للقضاء على التهديدات الموجهة للقوة» في منطقة برمال الواقعة في ولاية بكتيكا.[22]
- 9 يناير 2016: قتل 20 مسلحًا من تنظيم الدولة الإسلامية في غارة أمريكية بطائرة بدون طيار في منطقة أتشين الواقعة في مقاطعة ننجرهار.[23]
- 9 كانون الثاني / يناير 2016: قتل 15 من مقاتلي داعش في غارة جوية أمريكية أو بطائرة بدون طيار في منطقة جانجال جونداي، الواقعة في منطقة كوت، الواقعة في مقاطعة ننجرهار، مما أدى إلى إصابة ثلاثة أشخاص، من بينهم امرأة.[22]
- 9 يناير 2016: مقتل عشرة مسلحين باكستانيين في غارة جوية أمريكية أو بطائرة بدون طيار في منطقة شيغال الواقعة في مقاطعة كونار. وكان من بين الضحايا زيشان وحقيار وساجد محمد (المعروف أيضًا باسم عتيق أو عتيق الله)، الذين تتراوح أعمارهم بين 13 و 14 عامًا، وهو ابن مولوي فقير محمد، النائب السابق لزعيم حركة طالبان باكستان، الذي خدم تحت قيادة بيت الله وحكيم الله محسود.[24][25]

### 2018
- 1 كانون الثاني / يناير 2018: قتل ما لا يقل عن 61 من مقاتلي داعش، بمن فيهم مدني واحد، في إقليم ننجرهار بضربة أمريكية محتملة. وأصيب 30 من مقاتلي داعش بجروح، من بينهم 14 مدنيا.[26]
- 1 كانون الثاني / يناير 2018: مقتل 26 شخصًا، بينهم أجانب وقادة بارزون في تنظيم الدولة الإسلامية، في غارة أمريكية محتملة على قرية سرادارا والخاني في منطقة درزاب. وكان من بين الضحايا القائد العسكري الشهير قاري ضياء المعروف أيضًا باسم شجاع، ومقاتلين بارزين آخرين، وهما القاضي يعقوب والشيخ. كما وقعت إصابات محتملة في صفوف المدنيين.[27][28]
- 1 يناير 2018: قتلت غارة أمريكية محتملة سبعة من مقاتلي طالبان في منطقة باتي كوت. قتلت غارة ثانية اثنين من أعضاء فرع داعش الأفغاني في منطقة أتشين.[29]
- 5 كانون الثاني / يناير 2018: قتلت غارة أمريكية محتملة 10 مسلحين من داعش في معسكر تدريب في منطقة هاسكا مينا في ننجرهار أثناء تدريبهم. كما تم تدمير مجمعين تابعين لتنظيم الدولة الإسلامية، مما أسفر عن مقتل خمسة مسلحين. وقتلت ضربة أخرى ستة مسلحين خلال عمليات برية.[30]
- 5 كانون الثاني / يناير 2018: قتلت غارة أمريكية محتملة 14 مسلحًا من تنظيم داعش، بما في ذلك قائدان، في منطقة ناد علي في مقاطعة لغمان.[31]
- 6 كانون الثاني / يناير 2018: قُتل زعيم طالبان الرئيسي مجهول الهوية والمسؤول عن «الصفقات المالية وتوفير الخدمات اللوجستية» للمسلحين في ولاية هلمند بسبب غارة أمريكية محتملة.[32]
- 10 يناير 2018: مقتل 21 مسلحًا، بينهم سبعة أجانب من باكستان، في غارة أمريكية محتملة في منطقة خاك صفيد الواقعة في محافظة فراه.[33]
- 1 أبريل 2018: مقتل الملا لال محمد، أحد قادة طالبان المحليين في ولاية قندهار، في غارة جوية للقوات الجوية الأفغانية في منطقة نيش، مما أدى إلى إصابة 11 عضوًا آخر من مجموعته[34] وفي نفس اليوم أيضًا، قتلت غارة أمريكية عددًا غير معروف من مقاتلي طالبان في منطقة ناد علي.[35]
- 2 أبريل 2018: غارة عسكرية أفغانية تقتل 70 شخصًا على الأقل، بينهم 21 إرهابياً، أحدهم قيادي في طالبان، وإصابة 30 آخرين خلال احتفال ديني في مسجد في داشت أرتشي.[36]
- 3 أبريل 2018 : قتلت غارة أمريكية بطائرة بدون طيار أربعة مسلحين من داعش في ننجرهار.[37]
- 5 أبريل 2018: قُتل قائد رفيع المستوى في داعش يُدعى قاري حكمت الله (أيضًا حكمت) وحارسه الشخصي في غارة أمريكية بطائرة بدون طيار في محافظة جوزجان الشمالية.[38][39]
- 6 أبريل 2018: قتلت غارة للقوات الجوية الأفغانية ثمانية مسلحين في محلية فرغميراوي بمديرية وردوج.[40]

### 2019
- 18 سبتمبر / أيلول 2019: قتلت غارة أمريكية بطائرة بدون طيار تهدف إلى ضرب مخبأ لتنظيم الدولة الإسلامية 30 مزارعًا من الصنوبر في مقاطعة ننكرهار.[41]
- 1 ديسمبر / كانون الأول 2019: غارة أمريكية بطائرة بدون طيار على سيارة تقل امرأة ولدت لتوها بالقرب من خوست خلفت خمسة قتلى.[42]

### 2020
- 8 يناير 2020: قتل أو جرح أكثر من 60 مدنيا في هجوم بطائرة بدون طيار أمريكية استهدف الملا نانغيالاي، القائد البارز لجماعة منشقة عن طالبان في ولاية هرات.[43][44]
- 9 كانون الثاني (يناير) 2020: مقتل مدنيين اثنين في غارة جوية أمريكية أو بطائرة مسيرة في مقاطعة كابيسا أثناء عملية مراقبة الحرية.[45]
- 4 آذار / مارس 2020: لم ترد أنباء عن سقوط قتلى أو جرحى بعد هجوم بطائرة مسيرة أمريكية استهدفت عناصر من حركة طالبان في منطقة نهر السراج بولاية هلمند الجنوبية. كان هذا الهجوم هو الأول منذ توقيع اتفاق الدوحة، الذي وقع قبل ستة أيام فقط من الموعد المقرر لبدء مفاوضات السلام بين الأفغان، وكان انتقامًا لموجة من الهجمات التي أسفرت عن مقتل أربعة مدنيين و 11 جنديًا أفغانيًا في اليوم السابق.[46][47]

### 2021
- 27 آب / أغسطس: شنت الولايات المتحدة غارة جوية على ما قال الجيش الأمريكي إنها كانت مركبة تقل ثلاثة من أعضاء تنظيم الدولة الإسلامية - خيبر باختونخوا في مقاطعة ننكرهار. قُتل اثنان وصفهما المتحدث باسم البنتاغون جون كيربي بأنهما «أهداف بارزة لداعش» و «مخططون وميسرون»؛ وأصيب راكب السيارة الثالث.[48] ونُفِّذت الغارة الجوية بعد يوم من هجوم على مطار كابول، أسفر عن مقتل أكثر من 180 شخصًا.[49] حددت القيادة المركزية الأمريكية أحد القتلى في 23 سبتمبر على أنه كبير عيدي، وهو ميسر مزعوم لداعش. تم التعرف على الآخر على أنه متعاون مع المجموعة، على الرغم من أنه لا يمكن تأكيد هويته.[50]
- 29 أغسطس / آب: استهدفت غارة جوية أمريكية مركبة في كابول على بعد كيلومترات قليلة من المطار، ادعى المسؤولون الأمريكيون أنها كانت تحمل قاذفات قنابل ISIL-KP ولكن كان يقودها في الواقع عامل إغاثة، كان يعمل في منظمة التغذية والتعليم الدولية ومقرها الولايات المتحدة.[51][52] قام عامل الإغاثة بتحميل حاويات من الماء في صندوقه لعائلته وجيرانه، والتي أشار تحقيق أجرته صحيفة نيويورك تايمز إلى أن الجيش الأمريكي حددها بالخطأ على أنها متفجرات، مما أدى إلى وقوع الضربة الجوية القاتلة.[51] توقفت إمدادات المياه في حيه بعد انهيار الحكومة.[51] زعم المسؤولون الأمريكيون في البداية أن السيارة زارت منزلاً آمنًا مزعومًا لداعش وأن انفجارات ثانوية حدثت بعد الغارة الجوية، لكن لم يتم العثور على دليل على انفجار ثانوي في الموقع، والمكان الذي تتبعت فيه الطائرة بدون طيار السائق، حيث كان وثلاثة آخرون قاموا بتحميل المياه في صندوقه، وكان مكتب التغذية والتعليم الدولي، وليس منزلًا آمنًا لـISIS-K كما زعمت الولايات المتحدة.[51] قُتل ما مجموعه عشرة أفراد من العائلة في الغارة الجوية على منزلهم، بينهم سبعة أطفال والسائق.[53][54] وكان بعض القتلى قد عملوا سابقًا في منظمات غير حكومية دولية وحملوا تأشيرات تسمح لهم بالدخول إلى الولايات المتحدة.[55][56] أقر جيش الولايات المتحدة في وقت لاحق أن عامل الإغاثة والمركبة التي كان يقودها لا يشكلان أي تهديد، ولم تكن هناك صلة بينه وبين داعش.[52] تعهدت حكومة الولايات المتحدة بتقديم تعويضات مالية لأسر القتلى.[57]

## نقد
واجهت حكومة الولايات المتحدة انتقادات كبيرة بسبب عدد الضحايا المدنيين والعديد من القتلى كانوا أهدافًا غير مقصودة. كما شككت منظمة العفو الدولية في الولايات المتحدة في شرعية هجمات الطائرات بدون طيار.